# Guillaume Canet
Guillaume Canet (ur. 10 kwietnia 1973 w Boulogne-Billancourt) – francuski aktor, scenarzysta, reżyser i producent filmowy. Laureat Cezara dla najlepszego reżysera za film Nie mów nikomu (Ne le dis à personne, 2006).

## Życiorys

### Wczesne lata
Urodzony w Boulogne-Billancourt w rodzinie hodowców koni, dzieciństwo spędził z dwiema siostrami na wsi w okolicy Rambouillet niedaleko Paryża. W wieku dziesięciu lat został zatrudniony w cyrku. Uczęszczał do szkoły Saint-Louis Notre-Dame-Du-Bel-Air. W młodości chciał być dżokejem, a następnie rozpoczął na krótko karierę zawodową w sporcie. Jednak po wypadku w wieku osiemnastu lat skoncentrował się na aktorstwie. Podjął studia w paryskiej prestiżowej szkole dramatycznej Cours Florent, gdzie spotkał Jeana Rocheforta, który podobnie jak Canet przejawia pasję dla koni i zachęcił go do rozpoczęcia kariery filmowej. Został dostrzeżony w sztuce Henry’ego de Montherlanta Miasto, którego księciem jest dziecko u boku Christophe’a Malavoya.

### Kariera
Po raz pierwszy trafił na mały ekran jako Frédéric w telefilmie Wzgórze tysiąca dzieci (La Colline aux mille enfants, 1994). Często otrzymywał role naiwnych młodych mężczyzn. Przełomem stała się rola Vincenta Mazeta, chłopaka głównej bohaterki granej przez Virginie Ledoyen w melodramacie kryminalnym W sercu (En plein coeur, 1998) u boku Gérarda Lanvina i Carole Bouquet, za którą zdobył nominację do nagrody Cezara jako najbardziej obiecujący młody aktor. Rola Sauveura w komediodramacie Nie zostanę bez mojego ojca (Je règle mon pas sur le pas de mon père, 1999) oraz postać Francka w melodramacie Po prostu razem (Ensemble, c’est tout, 2007) z Audrey Tautou przyniosła mu nagrodę na festiwalu filmów romantycznych w Cabourgu.
W 2000 odebrał nagrodę im. Jeana Gabin. Był nominowany po raz drugi do nagrody Cezara za pracę jako scenarzysta, reżyser i producent filmowy na planie czarnej komedii Mój idol (Mon idole, 2002), gdzie zagrał u boku swojej ówczesnej żony Diane Kruger.
Reżyserował trzy reklamy Ciné Films (2002) i dla Le Parisien (2001) oraz przedstawienie teatralne Wernisaż (Vernissage, 1996) w Little Theater Hebertot. Nagrodę Cezara otrzymał za reżyserię dramatu kryminalnego Nie mów nikomu (Ne le dis à personne, 2006).

## Życie prywatne
1 września 2001 zawarł związek małżeński z niemiecką modelką i aktorką Diane Kruger. Jednak w 2006 doszło do rozwodu. W 2007 związał się z Marion Cotillard, którą poznał na planie komedii romantycznej Miłość na żądanie (Jeux d’enfants, 2003). Mają syna Marcela (ur. 19 maja 2011) i córkę Louise (ur. 2017).
Do kręgu jego przyjaciół należą Leonardo DiCaprio, francuski piłkarz Bixente Lizarazu, François Cluzet i Monica Bellucci.

## Filmografia
- 1994: Wzgórze tysiąca dzieci (La Colline aux mille enfants) jako Frédéric
- 1997: Barracuda jako Luc
- 1998: Ci, którzy mnie kochają wsiądą do pociągu (Ceux qui m’aiment prendront le train) jako Autostopowicz
- 1998: Listonosz losu (Le Porteur de destins) jako Lucien Guilhoux
- 2000: Wierność (La Fidélité) jako Némo
- 2000: Niebiańska plaża (The Beach) jako Étienne
- 2001: Vidocq jako Etienne
- 2002: Mój idol (Mon idole) jako Bastien (także reżyseria i scenariusz)
- 2003: Miłość na żądanie (Jeux d’enfants) jako Julien
- 2004: Sny o potędze (Narco) jako Gus
- 2005: Piekło (L’Enfer) jako Sébastien
- 2005: Boże Narodzenie (Joyeux Noël) jako porucznik Audebert
- 2006: Nie mów nikomu (Ne le dis à personne) jako Philippe Neuville (także reżyseria i scenariusz)
- 2007: Darling jako Joël Epine dit Roméo
- 2007: Po prostu razem (Ensemble, c’est tout) jako Franck
- 2007: Klucz (La Clef) jako Éric Vincent
- 2008: Voyage d’affaires jako Jean Paul Clément
- 2008: La clé du problème jako Pierre
- 2008: Les Liens du sang jako François
- 2009: Le Dernier Vol jako porucznik Antoine Chauvet
- 2009: L’affaire Farewell jako Pierre Froment
- 2009: Espion(s) jako Vincent
- 2010: Zeszłej nocy (Last Night) jako Alex Mann
- 2012: Niewierni (Les Infidèles) jako Thibault
- 2012: Une Vie meilleure jako Yann
- 2013: Samotny rejs (En Solitaire) jako Frank Drevil
- 2014: Królowa kasyna (L’homme qu’on aimait trop) jako Maurice Agnelet
- 2014: Poza wszelkim podejrzeniem (La prochaine fois je viserai le coeur) jako Franck
- 2015: Strategia mistrza (The Program) jako dr Ferrari
- 2016: Oblężenie Jadotville (The Siege of Jadotville) jako René Faulques
- 2017: Facet do wymiany (Rock’n Roll) jako Guillaume Canet
- 2017: Mój synek (Mon garçon) jako Julien Perrin
- 2018: Niezatapialni (Le grand bain) jako Laurent
- 2018: Miłość to zabawa (L’Amour est une fête) jako Frank
- 2018: Ostre siatkarki (Girls with Balls)
- 2018: Podwójne życie (Doubles vies) jako Alain Danielson
- 2019: Au nom de la terre jako Pierre Jarjeau
- 2019: Poznajmy się jeszcze raz (La belle époque) jako Antoine
- 2021: Lui jako Lui
- 2023: Asteriks i Obeliks: Imperium Smoka (Astérix et Obélix: L’Empire du Milieu) jako Asteriks